# جاسون بياردسلي
جاسون بياردسلي (بالإنجليزية: Jason Beardsley)‏ (12 يوليو 1989 في المملكة المتحدة - ) هو لاعب كرة قدم بريطاني في مركز الدفاع. لعب مع ديربي كاونتي وماكليسفيلد تاون ونوتس كاونتي وTampa Bay Rowdies ‏ وEastwood Town F.C. ‏ وستافورد رينجرز ولينكولن سيتي أف سي ونادي ووستر سيتي.

## وصلات خارجية
- جاسون بياردسلي على موقع قاعدة بيانات كرة القدم.إي يو (الإنجليزية)
- جاسون بياردسلي على موقع Soccerbase.com (لاعب) (الإنجليزية)